# Liste der Naturdenkmale in Partenheim
Die Liste der Naturdenkmale in Partenheim nennt die im Gemeindegebiet von Partenheim ausgewiesenen Naturdenkmale (Stand 29. Februar 2024).

## Naturdenkmale
| Nr.         | Bezeichnung         | Lage                   | Beschreibung                                                 | Bild                                    |
| ----------- | ------------------- | ---------------------- | ------------------------------------------------------------ | --------------------------------------- |
| ND-7331-413 | Friedhof Partenheim | Saulheimer Straße Lage | Tilia cordata, fünf Bäume, und Acer pseudoplatanus, ein Baum | Direkt Bild zu diesem Denkmal hochladen |

## Ehemalige Naturdenkmale
| Nr. | Bezeichnung                           | Lage                                        | Beschreibung                                            | Bild            |
| --- | ------------------------------------- | ------------------------------------------- | ------------------------------------------------------- | --------------- |
|     | Vogelschutzgehölz beim Wasserbehälter | westlich des Ortes; Flur Im Spießacker Lage | flächenhaftes Naturdenkmal; Rechtsverordnung aufgehoben | Fotos hochladen |